# Governo Suárez II
Il Governo Suárez II (noto anche in Spagna come Terzo Governo Pre-Costituzionale o Governo della Legislatura Costituente) fu l’esecutivo in carica nel paese iberico dal 5 luglio 1977 al 6 aprile 1979. Fu il primo governo dalla fine della dittatura franchista ad essere nato da un’elezione pienamente democratica, nonché l’unico della Legislatura costituente atta a redigere la nuova costituzione democratica del paese.
Si dimise, pochi mesi dopo l’entrata in vigore del nuovo assetto costituzionale del rinnovato Stato democratico, per permettere l’indizione di nuove elezioni. Il 6 aprile 1979, gli successe il Governo Suárez III.

## Composizione
Questa la composizione dell'esecutivo:
     Unione di Centro Democratico (UCD)
     Indipendenti affiliati all’Unione di Centro Democratico (UCD)
| Carica                                                         | Titolare                                                               | Titolare | Titolare                                                 | Partito      |
| -------------------------------------------------------------- | ---------------------------------------------------------------------- | -------- | -------------------------------------------------------- | ------------ |
| Presidente del Governo                                         |                                                                        |          | Adolfo Suárez González                                   | UCD          |
| Primo Vicepresidente Difesa                                    |                                                                        |          | Ten. gen. Manuel Gutiérrez Mellado                       | Indipendente |
| Secondo Vicepresidente Economia                                |                                                                        |          | Enrique Fuentes Quintana (fino al 28 febbraio 1978)      | UCD          |
| Secondo Vicepresidente Economia                                | Fernando Abril Martorell (dal 28 febbraio 1978)                        |          |                                                          | UCD          |
| Terzo Vicepresidente (soppresso)                               |                                                                        |          | Fernando Abril Martorell (fino al 28 febbraio 1978)      | UCD          |
| Interno                                                        |                                                                        |          | Rodolfo Martín Villa                                     | UCD          |
| Affari esteri                                                  |                                                                        |          | Marcelino Oreja Aguirre                                  | UCD          |
| Giustizia                                                      |                                                                        |          | Landelino Lavilla Alsina                                 | UCD          |
| Finanze                                                        |                                                                        |          | Francisco Fernández Ordóñez                              | UCD          |
| Opere pubbliche e Urbanistica                                  |                                                                        |          | Joaquín Garrigues Walker                                 | UCD          |
| Istruzione e Scienza                                           |                                                                        |          | Íñigo Cavero y Lataillade                                | UCD          |
| Lavoro                                                         |                                                                        |          | Manuel Jiménez de Parga (fino al 25 febbraio 1978)       | UCD          |
| Lavoro                                                         | Rafael Calvo Ortega (dal 25 febbraio 1978)                             |          |                                                          | UCD          |
| Industria ed Energia                                           |                                                                        |          | Alberto Carlos Oliart Saussol (fino al 28 febbraio 1978) | UCD          |
| Industria ed Energia                                           | Agustín Rodríguez Sahagún (dal 28 febbraio 1978)                       |          |                                                          | UCD          |
| Agricoltura                                                    |                                                                        |          | José Enrique Martínez Genique (fino al 28 febbraio 1978) | UCD          |
| Agricoltura                                                    | Jaime Lamo de Espinosa y Michels de Champourcin (dal 28 febbraio 1978) |          |                                                          | UCD          |
| Commercio e Turismo                                            |                                                                        |          | Juan Antonio García Díez                                 | UCD          |
| Presidenza                                                     |                                                                        |          | José Manuel Otero Novas                                  | UCD          |
| Trasporti e Comunicazioni                                      |                                                                        |          | José Lladó Fernández-Urrutia (fino al 25 febbraio 1978)  | UCD          |
| Trasporti e Comunicazioni                                      | Salvador Sánchez-Terán (dal 25 febbraio 1978)                          |          |                                                          | UCD          |
| Salute e Sicurezza Sociale                                     |                                                                        |          | Enrique Sánchez de León                                  | UCD          |
| Cultura                                                        |                                                                        |          | Pío Cabanillas Gallas                                    | UCD          |
| Relazioni con le Comunità europee (Ministro senza portafoglio) |                                                                        |          | Leopoldo Ramón Pedro Calvo-Sotelo Bustelo                | UCD          |
| Aggiunto per le regioni                                        |                                                                        |          | Manuel Clavero Arévalo                                   | UCD          |
| Aggiunto per le relazioni con le regioni                       |                                                                        |          | Ignacio Camuñas Solís                                    | UCD          |